# 城阳街道 (青岛市)
城阳街道是中国山东省青岛市城阳区下辖的一个街道。

## 行政区划
城阳街道下辖华城路社区、和阳路社区、德阳路社区、仁和居社区、前桃林社区、古庙头社区、小北曲社区、皂户社区、南疃社区、大北曲前社区、大周村社区、前旺疃社区、江家庄社区、京口社区、西田社区、前田社区、城子社区、北疃社区、仲村社区、小周村社区、大北曲西社区、东旺疃社区、西城汇社区、大北曲后社区、城阳村社区、大北曲东社区、吕家庄社区、后田社区、东田社区、东郭庄社区、后桃林社区、西郭庄社区、百埠庄社区、董村社区、西旺疃社区、寺西社区、沟岔社区、安泰居社区、顺德居社区、小寨子社区、春阳路社区、昌德居社区、文阳路社区。